# Gongora gibba
Gongora gibba är en orkidéart som beskrevs av Robert Louis Dressler. Gongora gibba ingår i släktet Gongora och familjen orkidéer. Inga underarter finns listade i Catalogue of Life.